# لینتون، یورک‌شر شمالی
لینتون (به انگلیسی: Linton) یک روستا و محله مدنی در بریتانیا است که در کریون واقع شده‌است. لینتون ۱۷۶ نفر جمعیت دارد.